# Попівці (Кременецький район)

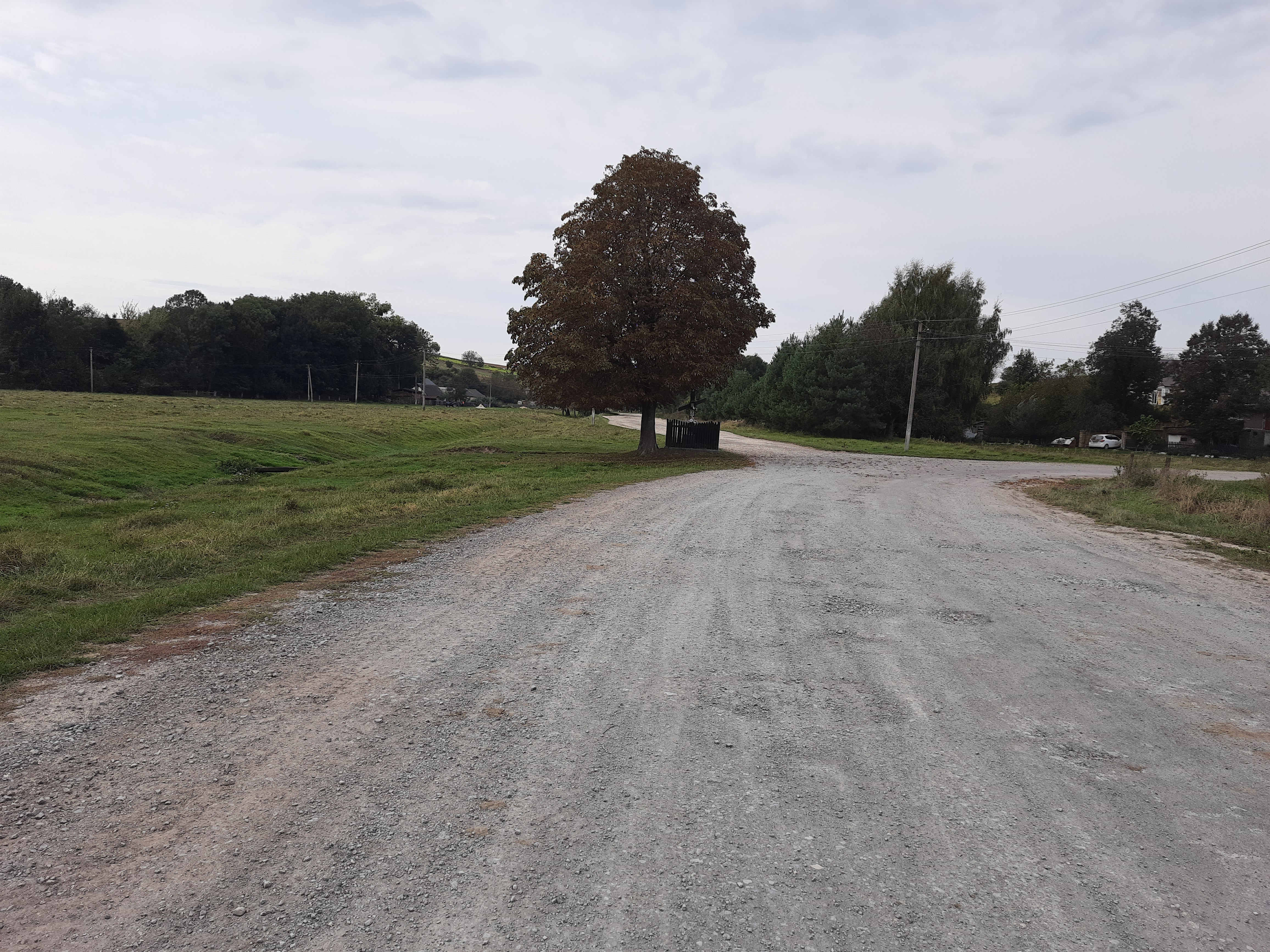
В'їзд у село

Попі́вці — село в Україні,  у Кременецькій міській громаді Кременецького району Тернопільської області. Розташоване на річці Іква, на півночі району. До 2020 - адміністративний центр сільської ради, якій були підпорядковані села Весела, Нові та Старі Кокоріви.
Населення — 358 осіб (2007).

## Історія
Поблизу села виявлено археологічні пам'ятки пізнього палеоліту, підкарпатської культури шнурованої кераміки, комарівсько-тшинецької культури, раннього Залізного часу і давньоруської культури.
Село Попівці  вперше  згадується в королівському привілеї за 23 серпня 1568 року, коли воно поряд з іншим  невеликим містечком Андрієвим отримало Магдебурське право. При цьому король зазначив  у документі, що питання   про міську печатку  він віддає  на відкуп власнику цих поселень князю Андрію Вишновецькому.
У 1630 році с. Попівці від  Вишнівецьких  переходить  у власність до  Потоцьких. 
Дерев'яна церква Св. Миколая збудована коштом парафіян у 1745 році. 
За їхні ж кошти у 1877 році відремонтована (ймовірно, тоді до церкви добудували дзвіницю). 
Церква з 1869 року була філіяльною до парафіяльної церкви в селі Кокорів.
За часів царизму  с. Попівці  було селом у Бережецькій волості Кременецького повіту. У кінці ХІХ ст. тут було 89 будинків і 450 жителів.  З 1794 року  у селі діяла  прикордонна  митниця на російсько-австрійському кордоні.
Діяли «Просвіта» та інші товариства.
 У 1934 році  в селі було відкрито  крамницю-кооператив, де селяни  могли взяти  в кредит  сільськогосподарську техніку та побутові речі. 
На 1936 рік село входило до ґміни Бережці Кременецького повіту. 
В 1936 році десять сімей (біля  50 осіб)  села  Попівці  емігрували  у Канаду та Аргентину.
На кладовищі села на місці захоронення Костя Місевича (1890-1943)  кобзаря-бандуриста,  члена Центральної  Ради, сотника Армії УНР, надрайонового провідника ОУН  споруджено  пам’ятник.
12 червня 2020 року, відповідно до розпорядження Кабінету Міністрів України № 724-р «Про визначення адміністративних центрів та затвердження територій територіальних громад Тернопільської області», увійшло до складу Кременецької міської громади.
19 липня 2020 року, в результаті адміністративно-територіальної реформи та ліквідації Кременецького (1940-2020) району, село увійшло до складу новоутвореного Кременецького району.

## Населення
За даними перепису населення 2001 року мовний склад населення села був таким:
| Мова       | Число осіб | Відсоток |
| ---------- | ---------- | -------- |
| українська |            | 99,73    |
| російська  |            | 0,27     |

## Пам'ятки
- Церква святого Миколая (1745)
- Пам'ятник воїнам-односельцям, полеглим у ІІ-й Світовій війні (зведений 1975 року).

## Соціальна сфера
- Загальноосвітня школа І-ІІ ступенів
- Дитячий дошкільний заклад
- Будинок культури
- Бібліотека
- ФАП
- Відділення поштового зв'язку
- Крамниці.

## Відомі особистості

### Народилися
- громадський діяч Я. Лавриченко,
- поет, фольклорист Вавровий Юхим Андрійович.